# ایس کامبت
ایس کامبت (به انگلیسی: Ace Combat) یک سری بازی ویدئویی شبیه‌سازی پرواز رزمی به سبک آرکید است که توسط Project Aces، تیم توسعه داخلی Bandai Namco Entertainment، سابقاً Namco، ساخته شده است. این سری که در سال 1995 با Air Combat برای پلی استیشن عرضه شد، شامل هشت قسمت اصلی، چندین اسپین آف و سایر اشکال رسانه مانند رمان، کیت مدل و آلبوم موسیقی متن است. از سال 2012، این سری عمدتاً توسط استودیو Bandai Namco و از طریق گروه توسعه داخلی آن، Project Aces ساخته شده است.
فرنچایز Ace Combat بر روی اکشن سریع و توطئه های دراماتیک با گیم پلی نیمه واقعی تأکید دارد. به عنوان مثال، هواپیماها دارای کنترل دینامیک پرواز هستند و می توانند توقف کنند، اما همچنین قادر به حمل ده ها موشک هستند. این سری دارای طیف وسیعی از هواپیماها از جمله نمایش دقیق یا کمی تغییر یافته از هواپیماهای نظامی مدرن، نمونه های اولیه که هرگز در زندگی واقعی استفاده نشده اند (یا حتی ساخته نشده اند) و ابرسلاح های خیالی از نوع باس است. مجموعه اصلی بازی‌ها در «Strangereal» روایت می‌شود، دنیایی خیالی که کاملاً بر اساس دنیای واقعی است و رویدادها و موجودات مشابه را در خود دارد، اما با تاریخچه‌ای کاملاً متفاوت که عمدتاً حول محور فناوری پیشرفته و عواقب یک رویداد برخورد سیارک در دهه 1990 متمرکز است. با این حال، برخی از بازی‌ها در برداشت‌های خیالی از دنیای واقعی تنظیم می‌شوند.
از سال 2023، فرنچایز Ace Combat بیش از 20 میلیون نسخه در سراسر جهان ارسال کرده است، و خود را به عنوان یکی از طولانی‌ترین فرنچایزهای اکشن پرواز آرکید تثبیت کرده است.

## تنظیم
بیشتر قسمت‌های سری Ace Combat در «Strangereal»، دنیای داستانی این مجموعه می‌گذرد. Strangereal's Earth در مقایسه با دنیای واقعی، ملل، جغرافیا، قاره ها و تاریخ کاملاً متفاوتی را نشان می دهد، اگرچه برخی از کشورها، مکان ها و رویدادها به طور کلی بر اساس موارد مربوط به زندگی واقعی هستند و بیشتر هواپیماهای این سری مدل های واقعی با تغییرات اندک هستند.
Strangereal بسیار شبیه به دنیای مدرن واقعی است، اما با فناوری بسیار پیشرفته‌تری که امکان توسعه ابرسلاح‌ها و دستگاه‌های نظری مانند کشتی‌های جنگی هوایی، سلاح‌های لیزری، تفنگ‌های ریلی، زیردریایی‌ها و ناوهای هواپیمابر هوابرد، سلاح‌های مداری، رانندگان انبوه، سلاح‌های خودمختار مرگبار، هوش مصنوعی تقریبا حساس، و هواپیماهای آزمایشی پیشرفته را فراهم می‌کند. سلاح‌های هسته‌ای وجود دارند، اما توافق‌های بین‌المللی و تروریسم هسته‌ای به طور ضمنی مانع از توسعه و استفاده از آن‌ها شده است، که در نتیجه به فقدان بازدارندگی هسته‌ای و تمرکز بیشتر بر تسلیحات متعارف در مسابقات تسلیحاتی منجر شده است. این امر باعث می‌شود که جنگ‌های بین‌دولتی در مقیاس بزرگ رایج باشد و بسیاری از کشورها ارتش‌های بزرگی را با تجهیزات متنوع به کار می‌گیرند، ابرسلاح‌ها را توسعه می‌دهند، اسکادران‌های جنگنده ویژه نیروهای ویژه نخبه را آموزش می‌دهند، یا مزدوران را برای تقویت نیروهای خود استخدام می‌کنند.
اکثر بازی‌های Ace Combat پس از یک رویداد برخوردی در سال 1999 اتفاق می‌افتند که در آن سیارک "Ulysses 1994XF04" در مسیر برخورد با زمین، به قطعات متعددی تقسیم شد که برخی از آنها توسط تسلیحات ضد سیارک از بین رفتند اما برخی دیگر هنوز به سیاره برخورد کردند و باعث تخریب گسترده و بحران‌های جهانی شدند. تنش های بین المللی ناشی از تاثیر Ulysses و پیامدهای آن نقش بزرگی در سرتاسر سریال ایفا می کند و برخی از ابرسلاح های بازی ها دستگاه های ضد اولیس هستند یا از آنها سرچشمه می گیرند. یکی دیگر از رویدادهای مهم در تداوم این سریال، "جنگ بلکان" در سال 1995 است، یک درگیری شبیه به جنگ جهانی دوم که در آن کشور پیشرفته فراملی گرا بلکا تلاش کرد به کشورهای همسایه در طول یک بحران داخلی حمله کند، توسط یک ائتلاف بین المللی دفع شد و از سلاح های هسته ای در قلمرو خود استفاده کرد تا از تهاجم تلافی جویانه جلوگیری کند و باعث شکست یا شکست جهانی آنها شود. ناسیونالیست های بلکان که به دنبال انتقام شکست خود هستند، نقش مهمی در برخی از بازی ها دارند.
همانطور که در Ace Combat 3: Electrosphere نشان داده شده است، کشورهای Strangereal که در بیشتر سریال‌ها نشان داده شده‌اند در نهایت توسط شرکت‌های بزرگ مستقل جایگزین می‌شوند. Strangereal بعداً به عنوان بخشی از جهان مشترک نیروی فضایی متحد Bandai Namco تأسیس شد، که نشان دهنده اولین دوره در جدول زمانی آن است، که در آن کشورهای Strangereal برای تشکیل یک دولت جهانی در حدود سال 2090 متحد می شوند.
Ace Combat: Joint Assault، Assault Horizon، و Infinity در Strangereal قرار ندارند و در عوض در نسخه‌های تخیلی خود از دنیای واقعی، البته با فناوری مشابه Strangereal.

## بازی ها
Air Combat (1995) اولین ورودی این سری است که به عنوان یک عنوان راه اندازی برای پلی استیشن در آمریکای شمالی و با عنوان Ace Combat در ژاپن منتشر شد. این طرح که توسط کازومی میزونو به عنوان بندر و جانشین یک بازی آرکید به همین نام در سال 1993 تولید شد، حول محور تیمی از خلبانان مزدور است که برای شکست دادن یک سازمان تروریستی که کنترل جزایر اسکالی را به دست گرفته است، استخدام شده اند. Air Combat گیم‌پلی آرکید مانند این سری را معرفی کرد که در تضاد با سایر بازی‌های سیم‌کارت پرواز در آن زمان بود. در سال 2005، Air Combat برای تلفن های همراه ژاپنی تحت سرویس اشتراک بازی Namco منتشر شد.
بازی Ace Combat 2 (1997) برای پلی استیشن منتشر شد و به دلیل نارضایتی Namco از Air Combat از نقطه نظر فنی ایجاد شد. Ace Combat 2 که توسط Masanori Kato طراحی شده است، Scarface، یک اسکادران مزدور (همان از Air Combat) را دنبال می کند که دوباره استخدام می شوند تا کودتای Usean را سرکوب کنند و قاره را از دست نیروهای شورشی Usean آزاد کنند. عاقبت به چندین روش بر اساس سلف خود ساخته شده است و انواع ماموریت های جدید، هواپیماهای قابل بازی و گزینه های دشواری متعدد را اضافه می کند. Ace Combat 2 در سال 2005 برای پلی استیشن 2 از طریق NamCollection، مجموعه ای انحصاری ژاپنی از بازی های پلی استیشن توسعه یافته توسط Namco منتشر شد. در سال 2011، این بازی با نام Ace Combat: Assault Horizon Legacy برای 3DS بازسازی شد و دارای سطوح جدید، طرح به روز شده و مکانیک های جدید بازی بود.
بازی Ace Combat 3: Electrosphere (1999) برای پلی استیشن منتشر شد که آخرین بازی این سری برای کنسول است. در حالی که دو بازی قبلی دارای زیبایی‌شناسی مدرن هستند، Electrosphere از زیبایی‌شناسی و محیطی آینده‌نگر استفاده می‌کند، و به دنبال تضاد بین شرکت‌های بزرگ Neucom و General Resource، و سازمان حافظ صلح UPEO، در دیستوپیا که در آن شرکت‌ها جایگزین دولت‌های ملی برای رقابت بر سر قدرت شده‌اند، رخ می‌دهد. Electrosphere به شدت به داستان وابسته است، با مسیرهای صحنه منشعب و ایمیل های ویدیویی به سبک انیمه با صداگذاری کامل. نسخه آمریکای شمالی بازی بسیاری از داستان و محتوای آن را کاهش داد تا محدودیت‌های مالی را رعایت کند.
Ace Combat 04: Shattered Skies (2001) اولین بازی از این سری بود که توسط Project Aces ساخته شد که در آن زمان به عنوان "پروژه AC04" شناخته می شد. این بازی که برای پلی استیشن 2 منتشر شد و در اروپا به Ace Combat: Distant Thunder تغییر نام داد، اولین ورودی این سری بود که به طور کامل Strangereal را به عنوان محیط اصلی معرفی کرد. Shattered Skies که در ابتدا به‌عنوان یک راه‌اندازی مجدد در نظر گرفته شده بود، به ساختار گیم‌پلی Air Combat و Ace Combat 2 بازگشت، با اکشن‌های سریع و تنوع ماموریت در طرحی خطی‌تر. داستان بازی داستان Mobius 1 را روایت می کند، یک خلبان جنگنده که سوء استفاده های افسانه ای او در طول یک جنگ در سراسر قاره در متوقف کردن برنامه های کشور اروسیا برای تسخیر کل قاره یوسا نقش اساسی دارد.
Ace Combat 5: The Unsung War (2004) برای پلی استیشن 2 منتشر شد و نام آن به Ace Combat: Squadron Leader برای اروپا تغییر یافت. The Unsung War که توسط Kazutoki Kono و Project Aces تولید شده است، یکی از گسترده‌ترین عناوین این سری است، با بیش از 50 هواپیمای قابل بازی و 32 ماموریت مبارزاتی، همراه با کات سین‌های کاملاً متحرک. خلاصه داستان اعضای اسکادران واردوگ را دنبال می‌کند که توطئه‌ای را کشف می‌کنند که به جنگی در مقیاس بزرگ بین ابرقدرت‌های جهانی اوسیا و یوکتوبانیا دامن می‌زند. این بازی همچنین دارای یک حالت آرکید است که به دنبال Mobius 1 در یک ماموریت برای شکست دادن Erusean Holdouts است. در سال 2018، Bandai Namco Entertainment، The Unsung War را برای پلی‌استیشن 4 به عنوان جایزه پیش‌سفارش برای Ace Combat 7، با تغییرات جزئی برای اجرای درست روی سخت‌افزار کنسول، مجدداً منتشر کرد.
Ace Combat Zero: The Belkan War (2006) برای پلی استیشن 2 منتشر شد که در اروپا به Ace Combat: The Belkan War تغییر نام داد. این آخرین بازی Ace Combat بود که توسط Namco ساخته شد قبل از اینکه دارایی‌های آن‌ها در Bandai Namco Games جمع شود، که بازی را در خارج از ژاپن منتشر کرد، فقط یک هفته پس از عرضه آن در ژاپن. جنگ بلکان به‌عنوان پیش درآمدی برای The Unsung War عمل می‌کند و ایده‌ها و مکانیک‌های آن و Shattered Skies را با هم ترکیب می‌کند و جزئیات داستان و افسانه‌های ذکر شده در داستان The Unsung War را توضیح می‌دهد. این طرح که از طریق روایت گذشته‌نگر روایت می‌شود، کارنامه‌های تیم گالم را بازگو می‌کند، یک جفت خلبان مزدور که برای دفاع از کشور اوستیو و متحدانش در برابر تهاجم بلکا در سال 1995 استخدام شده‌اند.
Ace Combat X: Skies of Deception (2006) برای پلی استیشن قابل حمل به عنوان اولین ورودی از این سری که بر روی PSP منتشر شد، منتشر شد. این بازی دارای قابلیتی است که بازیکن می‌تواند مسیر خود را از طریق کمپین انتخاب کند، که امکان ترکیب ماموریت‌های مختلف را در هر مرحله بازی فراهم می‌کند. داستان آن جنگ بین کشورهای همسایه اورلیا و لیاسث و اقدامات اسکادران گریفوس اورلیا در نبرد با نیروهای مهاجم لازات را دنبال می کند.
بازی Ace Combat 6: Fires of Liberation (2007) برای ایکس باکس 360 منتشر شد و اولین بازی این سری بر روی پلتفرم مایکروسافت بود. این اولین عنوان Ace Combat بود که محتوای چندنفره و دانلودی آنلاین را پیاده سازی کرد، که از آن زمان به عنوان یکی از اجزای اصلی تبدیل شدند. در کنار یک نسخه مستقل، Namco Bandai Fires of Liberation با Ace Edge، یک فلایت استیک که توسط Hori به‌طور خاص برای بازی طراحی شده است، و یک صفحه کنسول Xbox 360 سفارشی را همراهی کرد. داستان آن حول محور تهاجم کشور همسایه استواکیا به امریا و تلاش های متعاقب آن نیروهای امری برای پس گرفتن کشورشان به رهبری خلبانان تیم گارودا می باشد. در سال 2018، Bandai Namco Entertainment Fires of Liberation را برای ایکس باکس وان به عنوان جایزه پیش‌سفارش برای Ace Combat 7 با تغییرات جزئی برای اجرای درست روی سخت‌افزار کنسول، مجدداً منتشر کرد.
بازی Ace Combat: Joint Assault (2010) به عنوان اولین بازی از این سری که در دنیای واقعی اتفاق می‌افتد، برای پلی‌استیشن پرتابل منتشر شد. کمپین بازی دارای گیم پلی مشترک برای حداکثر چهار بازیکن و مکانیک های جدید نبرد هوایی است که مبارزات سگ را ساده می کند. توطئه Joint Assault خلبانان مارتینز سکیوریتی را دنبال می کند، یک شرکت نظامی خصوصی که برای کمک به شکست یک نیروی تروریستی به شدت مسلح جهانی استخدام شده است.
Ace Combat: Assault Horizon (2011) برای پلی استیشن 3 و ایکس باکس 360 منتشر شد و بعداً در سال 2013 از طریق Steam برای مایکروسافت ویندوز منتشر شد. Assault Horizon دارای تفاوت‌های قابل‌توجهی در گیم‌پلی در مقایسه با سایر ورودی‌های این مجموعه است، مانند «حالت مبارزه با سگ» و «حالت حمله هوایی» برای ساده‌تر کردن گیم‌پلی، یک کارگردانی هنری «سخت‌آلود» به سبک Call of Duty، و بخش‌های برجک منحصربه‌فرد برای هلیکوپترها، جنگنده‌ها و بمب‌افکن‌ها، اولین بار در این سری است که این نوع هواپیماها قابل بازی هستند. داستان بازی در دنیای واقعی اتفاق می‌افتد، اما در دنیایی متفاوت از Joint Assault، داستان بازی 108th Task Force را دنبال می‌کند، ائتلاف مشترکی از نیروهای ایالات متحده و روسیه که برای شکست شورش‌های مسلح و سازمان‌های جنایتکار مستقر شده‌اند.
بازی Ace Combat Infinity (2014) برای پلی استیشن 3 به عنوان اولین بازی رایگان این سری منتشر شد. این بازی دارای حالت های چندنفره گسترده و مدل فریمیوم بود. اینفینیتی که در دنیای واقعی اتفاق می‌افتد، اما در دنیایی متفاوت از Joint Assault و Assault Horizon اتفاق می‌افتد، عواقب حادثه اولیس در دنیای واقعی و ظهور یک سازمان تروریستی در اوراسیا ویران شده را دنبال می‌کند و سازمان ملل متحد چندین شرکت نظامی خصوصی را برای مقابله با آن دعوت می‌کند. خدمات Infinity در سال 2018 متوقف شد و طرح آن بر روی یک صخره رها شد.
بازی Ace Combat 7: Skies Unknown (2019) برای پلی استیشن 4، ایکس باکس وان و رایانه شخصی از طریق استیم منتشر شد و اولین نسخه اصلی منتشر شده در دوازده سال گذشته بود. یک پورت Nintendo Switch در سال 2024 منتشر شد. Skies Unknown بر اساس موفقیت تجاری Ace Combat Infinity ایجاد شد و مکانیک آن هم از آن و هم از Ace Combat: Assault Horizon به عاریت گرفته شده است. Skies Unknown که توسط Project Aces و به سرپرستی تهیه کننده Kazutoki Kono طراحی شده است، چندین اضافه شده به این سری از جمله حالت های مختلف بازی، پیشرفت هایی در مفهوم تنظیم هواپیما از Ace Combat X و پشتیبانی از واقعیت مجازی از طریق PlayStation VR دارد. با بازگشت به فضای سنتی سریال Strangereal، این بازی که در طول جنگ بین Osea و Erusa بر سر یک آسانسور فضایی اتفاق می‌افتد، سوءاستفاده‌های Trigger، خلبان Osean را دنبال می‌کند که پس از یک اتهام نادرست به قتل، او را در یک اسکادران کیفری قرار می‌دهد. این بازی همچنین دارای سه ماموریت واقعیت مجازی است که پنج سال قبل از کمپین، به دنبال مبارزه مداوم Mobius 1 در برابر هولادهای اروسی که در حالت آرکید The Unsung War دیده می‌شوند، تنظیم شده‌اند.
یک ورودی بدون عنوان Ace Combat تایید شد که در آگوست 2021 در حال توسعه است. ورودی جدید توسط Namco و ILCA در حال توسعه است.

### تفاوت عنوان
برخی از بازی‌های Ace Combat تفاوت‌هایی در عنوان خود دارند، بسته به منطقه (NTSC یا PAL) که بازی در آن فروخته شده است:
بازی ژاپنی Ace Combat در نسخه های آمریکای شمالی و اروپایی بازی اصلی به Air Combat تغییر نام داد. بازی دوم در ابتدا قرار بود با عنوان Air Combat 2 در ایالات متحده منتشر شود، اما در زمان انتشار بازی (و سری) به استفاده از Ace Combat در سطح بین المللی تغییر یافت.
در مناطق NTSC، قسمت چهارم این سری با نام Ace Combat 04: Shattered Skies شناخته می شود، در حالی که در سرزمین های PAL این بازی با نام Ace Combat: Distant Thunder شناخته می شود. نسخه اسپانیایی بازی با نام Ace Combat: Trueno de Acero شناخته می شود که می توان آن را Ace Combat: Steel Thunder ترجمه کرد.
نسخه NTSC قسمت پنجم بازی با نام Ace Combat 5: The Unsung War شناخته می شود، در حالی که نسخه PAL به Ace Combat: Squadron Leader تغییر نام داد.
در قلمروهای PAL، کلمه "Zero" در Ace Combat Zero: The Belkan War حذف شد و این اولین بازی از زمان معرفی سری بود که تغییر نام قابل توجهی در قلمروهای PAL نداشت.
Ace Combat: Assault Horizon Legacy در سرزمین های انگلیسی زبان در ابتدا Ace Combat 3D: Cross Rumble در ژاپن نام داشت.

## رسانه های چاپی
با انتشار Assault Horizon در سال 2011، Project Aces Aces at War: A History را ایجاد کرد، کتاب هنری ویژه‌ای که محتوای Ace Combat 04، 5 و Zero را از منظری درون‌جهانی و همچنین تفسیر تولید را شرح می‌دهد. این با نسخه های ویژه Assault Horizon منتشر شده در ژاپن بسته بندی شده بود. Aces at War: A History بعداً به‌روزرسانی شد و به عنوان بخشی از نسخه ویژه Ace Combat 7: Skies Unknown دوباره منتشر شد.
در مارس 2012، ASCII Media Works Ace Combat: Ikaros in the Sky را منتشر کرد. ایکاروس یک رمان کوتاه برای Assault Horizon، داستانی از شخصیت سری کی ناگاسه را در حالی که در برنامه جنگنده ASF-X شیندن II JASDF شرکت می‌کند، روایت می‌کند.

## نقدها و نمرات
Ace Combat یک موفقیت تجاری ثابت بوده است، به طوری که اکثر اقساط خط اصلی به بیش از یک میلیون دستگاه رسیده است. Ace Combat 7: Skies Unknown با بیش از 6 میلیون نسخه تا سال 2025 موفق ترین عنوان است، و پس از آن Ace Combat 04: Shattered Skies و Air Combat قرار دارند. این بازی ها عمدتاً در آمریکای شمالی و ژاپن فروش خوبی داشته اند، جایی که بیش از 75٪ از کل درآمد از این سری تا سال 2008 تولید شده است. در مجموع، فرنچایز Ace Combat بیش از 20 میلیون نسخه فروخته است.
- مشارکت‌کنندگان ویکی‌پدیا. «Ace Combat». در دانشنامهٔ ویکی‌پدیای انگلیسی، بازبینی‌شده در ۱ سپتامبر ۲۰۲۰.